# Рудка (Лосицький повіт)
Рудка (пол. Rudka) — село в Польщі, у гміні Стара Корниця Лосицького повіту Мазовецького воєводства. Населення — 281 особа (2011).

## Історія
1580 року вперше згадується православна церква в селі.
За даними етнографічної експедиції 1869—1870 років під керівництвом Павла Чубинського, у селі проживали лише греко-католики, які розмовляли українською мовою.
У 1975—1998 роках село належало до Білопідляського воєводства.

## Населення
Демографічна структура станом на 31 березня 2011 року:
|          | Загалом | Допрацездатний вік | Працездатний вік | Постпрацездатний вік |
| -------- | ------- | ------------------ | ---------------- | -------------------- |
| Чоловіки | 140     | 31                 | 95               | 14                   |
| Жінки    | 141     | 35                 | 72               | 34                   |
| Разом    | 281     | 66                 | 167              | 48                   |